# Pteroneta spinosa
Pteroneta spinosa är en spindelart som beskrevs av Raven och Kylie S. Stumkat 2002. Pteroneta spinosa ingår i släktet Pteroneta och familjen säckspindlar.
Artens utbredningsområde är Queensland. Inga underarter finns listade i Catalogue of Life.